# Светски човек (албум)
Светски човек је шести студијски албум фолк певача Недељка Бајића Баје издат 1999. године издат за Зам и Зам плус. Овај албум је донео велику популарност певачу јер се на њему налази хит Гинем, гинем. Такође је била популарна песма Љубоморци. Као и на претходним албумима и овај је радио Новица Урошевић.

## Списак песама
Аутор(и) свих текстова: Новица Урошевић, аутор(и) свих песама: Новица Урошевић.
| №   | Назив                                       | Трајање |  |
| 1.  | Види, види ко је дошао                      | 3:43    |  |
| 2.  | Гинем, гинем                                | 3:02    |  |
| 3.  | Зар се стварно растајемо                    | 4:03    |  |
| 4.  | Успео сам у животу                          | 3:43    |  |
| 5.  | Ех, каква жена                              | 3:15    |  |
| 6.  | Хелена, Елена                               | 3:15    |  |
| 7.  | Љубоморци                                   | 3:10    |  |
| 8.  | Ко си ти                                    | 3:07    |  |
| 9.  | Светски човек                               | 3:43    |  |
| 10. | Зашто, зашто куме                           | 3:20    |  |
| 11. | Опет сам те пожелео лудо (Врати ме у живот) | 4:00    |  |
| 12. | Доћи ћу ти на венчање (Освануо тужан дан)   | 3:30    |  |